# Moorgürtel
Moorgürtel este o arie protejată (arie de protecție specială avifaunistică — SPA) din Germania întinsă pe o suprafață de 796 ha, integral pe uscat.

## Localizare
Centrul sitului Moorgürtel este situat la coordonatele 53°29′10″N 9°50′40″E / 53.4861°N 9.8444°E.

## Înființare
Situl Moorgürtel a fost declarat arie de protecție specială avifaunistică în iunie 1999 pentru a proteja 17 specii de animale.

## Biodiversitate
Situată în ecoregiunea atlantică, aria protejată nu include niciun habitat protejat.
La baza desemnării sitului se află mai multe specii protejate de  păsări (17): lăcar-de-mlaștină (Acrocephalus palustris), fâsă de luncă (Anthus pratensis), fâsă de pădure (Anthus trivialis), barză albă (Ciconia ciconia ciconia), erete de stuf (Circus aeruginosus), cristeiul de câmp (Crex crex), presură de stuf (Emberiza schoeniclus), becațină comună (Gallinago gallinago), Grus grus grus, sfrâncioc roșiatic (Lanius collurio), Locustella naevia, grangur (Oriolus oriolus), viespar (Pernis apivorus), cresteț pestriț (Porzana porzana), mărăcinar (Saxicola rubetra), mărăcinar negru (Saxicola torquatus), silvie de câmp (Sylvia communis).